# Zoran Savić
Zoran Savić (Zenica, 18. studenog 1966.), bivši srbijanski košarkaš.
Zoran Savić najpoznatiji je po igrama za splitsku Jugoplastiku s kojom je osvojio prvenstvo Jugoslavije i Kup europskih prvaka. U Jugoplastiku je došao iz zeničkog Čelika. Prije toga igrao je za Čapljinu.
Za Barcelonu je potpisao 1991., pa je nekoliko sezona proveo u Španjolskoj. Zatim je postao član solunskog PAOK-a, s kojim je osvojio Kup Grčke 1993. i Kup Radivoja Koraća 1994.
Proveo je jednu sezonu u Real Madridu pre nego što je 1997. prešao u Kinder i osvojio prvenstvo Italije, kao i Euroligu. 1998. je prešao u istambulski Efes Pilsen i osvojio Superkup Turske.
Savić se vratio u Barcelonu 2000., a 2001. je prešao u bolonjski Skiper. Profesionalnu karijeru je okončao 2002.
S reprezentacijom Jugoslavije je osvojio Svjetsko prvenstvo 1990. u Argentini i 3 Europska prvenstva: u Rimu 1991., u Ateni 1995. i u Španjolskoj 1997. Bio je član reprezentacije koja je osvojila srebrnu medalju na Olimpijskim igrama 1996. u Atlanti. Zbog ozljede nije igrao u finalu s Dream teamom.
Poslije završene igračke karijere nastavlja radititi kao generalni menadžer:
- 2002. - 2005.: generalni Menadzer Fortitudo Bologna
- 2005. - 2008.: je generalni Menadzer Fc Barcelona
- 2008. - 2009.: generalni Menadzer  Fortitudo
- 2021. - danas: Sportski direktor KK Partizan